# Alubia roja

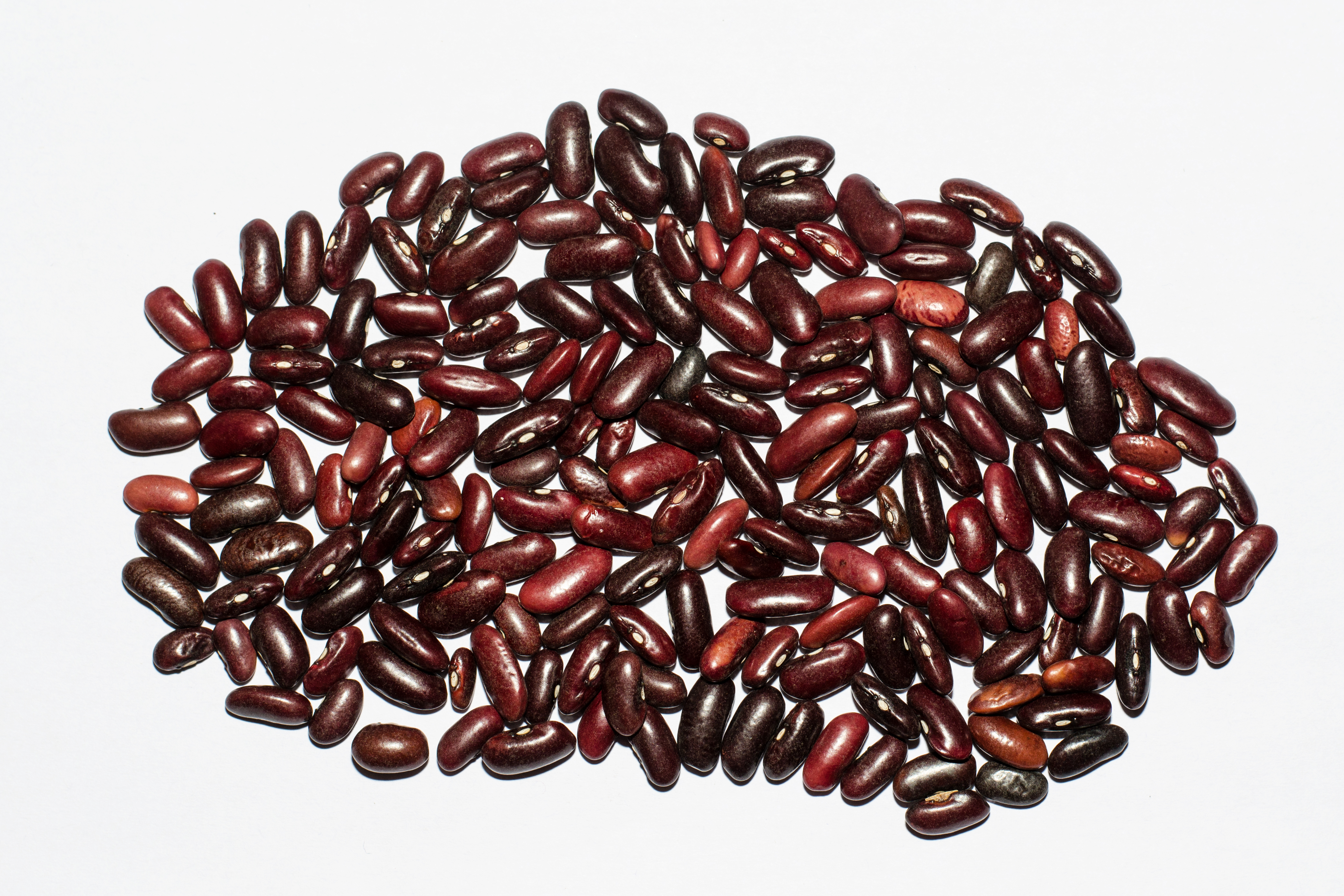
Alubias rojas secas

La alubia roja es una variedad del frijol común (Phaseolus vulgaris).

## Clasificación
Existen diferentes clasificaciones de alubias rojas, como:
- Alubia roja (también conocida como: alubia común, rajma en la India, surkh (roja) lobia en Pakistán).
- Alubia roja moteada (y alubia roja moteada de forma alargada).
- Alubia roja moteada (y alubia roja moteada larga).
- Alubia blanca (también llamada cannellini en Italia y el Reino Unido, lobia en la India o safaid (blanca) lobia en Pakistán).

## Nutrición
Las alubias rojas, cocidas por ebullición, contienen un 67% de agua, un 23% de hidratos de carbono, un 9% de proteínas y una cantidad mínima de grasas. En una cantidad de referencia de 100 gramos, las alubias rojas cocidas aportan 532 kJ (127 kcal) de energía alimentaria, y son una fuente rica (20% o más del Valor Diario, VD) de proteínas, folato (33% VD), hierro (22% VD) y fósforo (20% VD), con cantidades moderadas (10-19% VD) de tiamina, cobre, magnesio y zinc (11-14% VD).

## Platillos

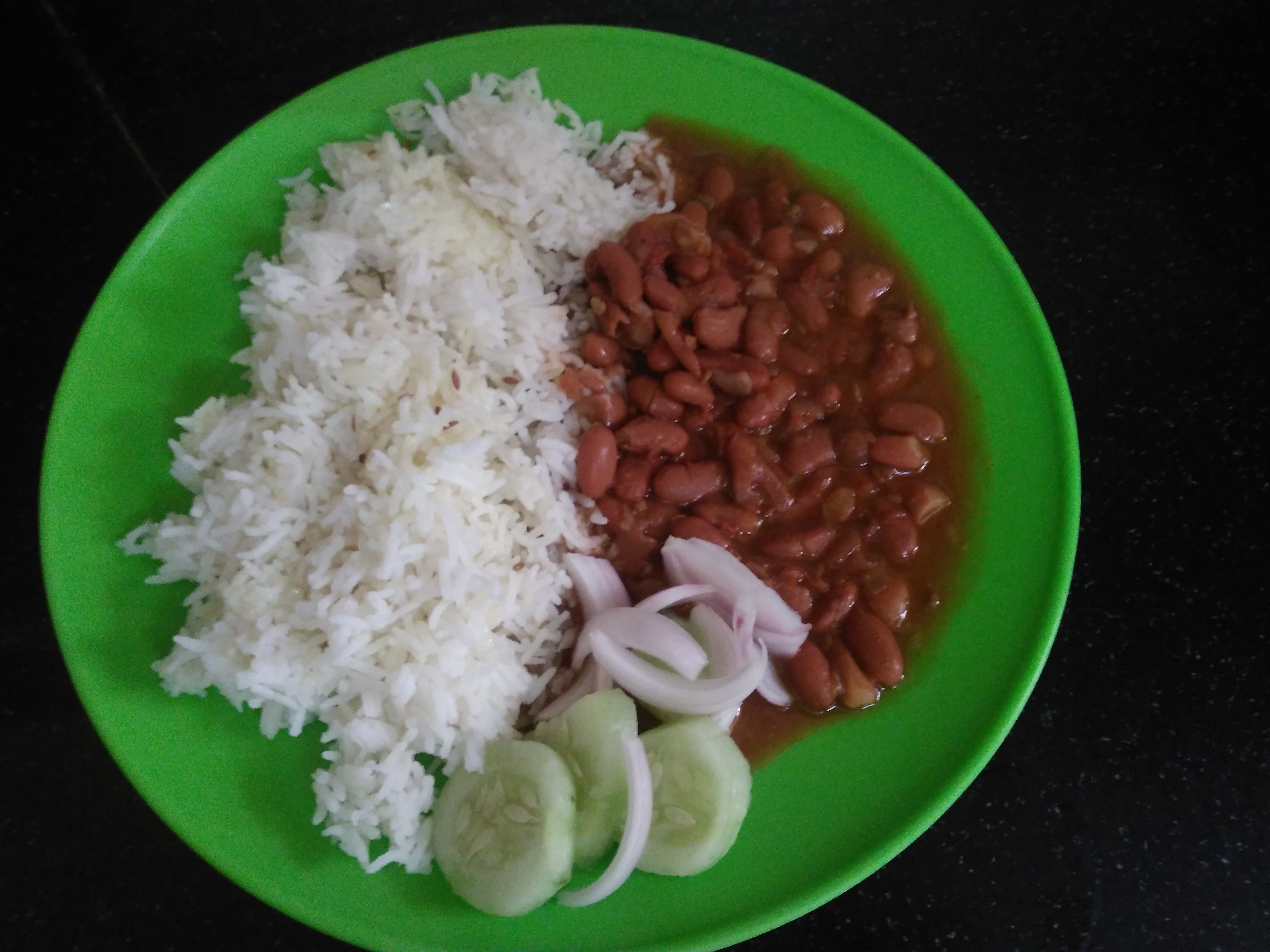
Rajma servido con arroz: un plato común en el norte de la India

Las alubias rojas se utilizan habitualmente en el chili con carne y en la cocina de la India, donde se conocen como rajma, y Pakistán, donde se llaman surkh lobia. Las alubias rojas se utilizan en el sur de Luisiana para el clásico plato criollo de los lunes de alubias rojas y arroz. También se utilizan las alubias rojas, más pequeñas y oscuras, sobre todo en las familias de Luisiana con una herencia caribeña reciente. En Jamaica, se denominan guisantes rojos. En La Rioja, España, las alubias rojas pequeñas se llaman caparrones. En los Países Bajos e Indonesia, las alubias se suelen servir en forma de sopa llamada brenebon.En Levante, se conoce como fasoulia un plato común consistente en un guiso de alubias rojas que suele servirse con arroz. Para hacer pasta de alubias, las alubias rojas se preparan generalmente a partir de alubias secas y se hierven hasta que están blandas, momento en el que las alubias de color rojo oscuro se pulverizan hasta obtener una pasta seca.

## Toxicidad

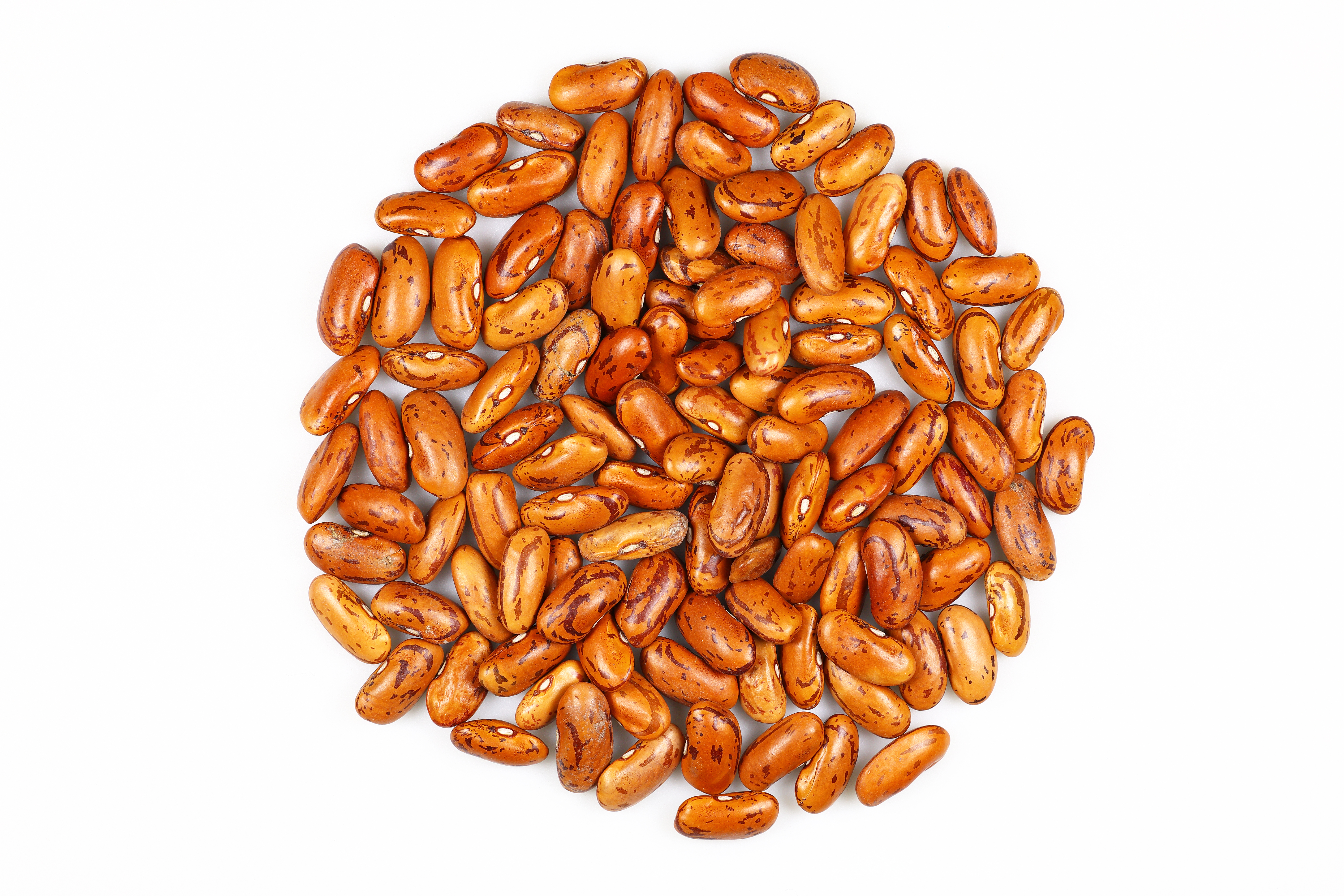
Alubias rojas moteadas

Las alubias rojas contienen cantidades relativamente altas de fitohemaglutinina, por lo que son más tóxicas que la mayoría de las demás variedades de alubias si no se remojan previamente y se calientan posteriormente hasta el punto de ebullición durante al menos 10 minutos. La Administración de Alimentos y Medicamentos de EE. UU. recomienda hervirlas durante 30 minutos para garantizar que alcanzan una temperatura suficiente para destruir completamente la toxina. La cocción a una temperatura inferior de 80 °C (176 °F), como en una olla de cocción lenta, es insuficiente para desnaturalizar la toxina y se ha informado de casos de intoxicación alimentaria. Sin embargo, las alubias rojas enlatadas se pueden consumir directamente de la lata, ya que se cuecen antes de ser enviadas. Unas pocas alubias crudas o una sola alubia poco hecha pueden provocar náuseas, diarrea, vómitos y dolores abdominales.